# ترز بلانشت
ترز بلانشت (انگلیسی: Thérèse Blanchet؛ زادهٔ ۲۲ مهٔ ۱۹۶۲) وکیل و سیاستمدار اهل فرانسه است که به‌عنوان دبیرکل در دبیرخانه عمومی شورای اتحادیه اروپا فعالیت می‌کند.
وی همچنین برندهٔ جوایزی همچون نشان ملی شایستگی فرانسه شده‌است.